# 방괴장자

작은 야생오리(小野鴨)에 해당하는 방괴장자

방괴장자(方塊壯字, 좡어: Sawndip, IPA: [θaɯ˨˦ɗip˥], 영어: Zhuang characters, 방괴장자: 𭨡𮄫)는 중국 광시 좡족 자치구의 좡어에 사용되었던 한자계 문자이다. 고장자(古壯字)라고도 한다. 한자의 음과 뜻을 이용하거나 새로운 글자를 형성의 원리로 더하여 만든 문자이다. 글자의 형성구조는 쯔놈과 비슷한 면이 있다.
만들어진 시기는 뚜렷하지 않으나, 비교적 이른 7세기 무렵부터 문헌기록이 남아있다. 1989년에 펴낸 고장자 자전에서는 약 4900자의 낱개 글자와 1만개에 달하는 이체자가 실렸다. 1957년 이후 좡어에 로마자 표기법이 도입되면서 방괴장자는 더 이상 쓰이지 않게 되었다. 그러나, 좡족자치구 안에 있는 여러 지명들에는 이 방괴장자가 한자에 섞여 많이 들어가 있다.
- 岜 →산
- 崬 →삼림

많은 방괴장자가 한자의 일부로 흡수되어 중국 한자사전에 실리게 되었다.

## 분류

### 기존 한자의 이용

#### 가차, 음차
한자의 본래 뜻에 관계없이 좡어 고유어 음을 나타나고자 한자를 빌려 적는 용법이다.
- 別-pi31-어머니
- 妈-mok55-불
- 打-ta33-어울리다,화(和)하다

#### 석독(釋讀)
- 특정한 뜻의 한자를 중국어음(한자음)으로 읽지 않고 그에 해당하는 좡어 단어로 읽는 방법이다.
- 刀-zim44-칼
- 月-dum35-달
- 家-zwn44-집

## 예제 텍스트

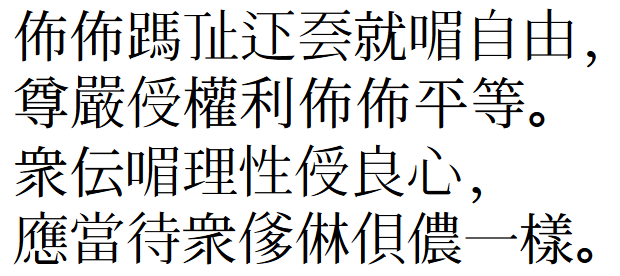

| “ | Boux boux ma daengz lajmbwn couh miz cwyouz, cinhyenz caeuq genzli bouxboux bingzdaengj. Gyoengq vunz miz lijsing caeuq liengzsim, wngdang daih gyoengq de lumj beixnuengx ityiengh. | ” |
|   | — 세계 인권 선언, 제1조, 로마자 표기 |   |

## 같이 보기
- 한자
- 쯔놈

## 참고 문헌
- 보학왕-양홍 지음,정정덕(鄭政德) 옮김,언어 운남성 소수민족의 문자(2006)